# گرفتار (فیلم ۱۳۴۸)
گرفتار فیلمی به کارگردانی و نویسندگی محمود کوشان محصول سال ۱۳۴۸ است. این فیلم سیاه و سفید محصول استودیو پارس فیلم به تهیه‌کنندگی اسماعیل کوشان است.

## خلاصه داستان
مردی حرفه‌ی مناسب، زندگی مرفه و خانواده‌ خوشبختی دارد، اما به زودی همه اینها درهم می‌ریزد. مرد در دام هوس‌های یك زن به ورطه نیستی سقوط می‌كند و حادثه ای او را بیشتر از پیش به دست فراموشی می‌سپارد. سالها بعد دخترش به همراه نامزدش در یك روز سرد برفی مرد ژولیده‌ای را با لباسی مندرس می یابند ... 

## بازیگران
- ناصر ملک مطیعی
- نیلوفر
- فریبا خاتمی
- جواد قائم‌مقامی
- حمیده خیرآبادی
- صمد صباحی
- محمد عبدی
- گیسو
- فریدون نریمان

## نمایش فیلم
فیلم گرفتار برای بار نخست در تاریخ چهارشنبه ۲۱ خرداد ۱۳۴۸ خورشیدی در یازده سینما در تهران و همزمان در شهرستانها به نمایش درآمد  . این فیلم جایگزین فیلم هندی چشمان (به هندی: Ankhen) در گروه سینمایی اونیورسال شد .
سینماهای نمایش‌دهنده فیلم گرفتار در تهران، در گروه سینمایی اونیورسال شامل ۱۶ سینمای اونیورسال، رکس، حافظ، ساینا، همای، لیدو، نپتون، ژاله، پاسارگاد، مونت‌کارلو و داریوش بودند  .
سینماهای نمایش‌دهنده فیلم در شهرستانها شامل  آسیا و سنترال در مشهد بودند  .
فیلم گرفتار، پس از دو هفته نمایش در تهران، در گروه سینمایی اونیورسال در تاریخ چهارشنبه ۴ تیر ۱۳۴۸ جای خود را به فیلم «دو دل و یک دلبر» در این گروه سینمایی داد  .

## گروه موسیقی
- انوشیروان روحانی: آهنگساز
- مهستی: خواننده
- عهدیه: خواننده

در این فیلم ترانه‌های «بازیچه دست زمان» و «دوستت دارم از جان و دل» با صدای مهستی و ترانه‌های «نقش سراب» و «چرا تو غمگینی» با صدای عهدیه به آهنگسازی انوشیروان روحانی اجرا شده است.